# Pieczęć stanowa Oklahomy

Pieczęć stanowa Oklahomy

Pieczęć stanowa stanu Oklahoma przedstawia czterdzieści pięć małych i jedną dużą gwiazdę upamiętniającą fakt, że Oklahoma była czterdziestym szóstym stanem przyjętym do USA. 1907 to rok, w którym miało to miejsce.
W centrum gwiazdy, umieszczono pieczęć Terytorium Oklahomy (zalążka stanu) z dewizą Labor Omnia Vincit (Zdobywać poprzez trud). W centrum Temida. Po jej lewej (heraldycznie) stronie Indianin obok typowego budownictwa rdzennej ludności, podający rękę rolnikowi, za którym stoi lokomotywa parowa. Symbolizują pokój i zgodę na wspólne istnienie dwóch kultur. U ich stóp róg obfitości. Wszystko otacza wieniec z gałązek oliwnych.
Każde z pięciu ramion głównej gwiazdy, zawiera symbole Pięciu Cywilizowanych Narodów:
- Prawe (heraldycznie) ramię – motyw pieczęci Czirokezów. Siedmioramienna gwiazda symbolizująca siedem starożytnych klanów tej kultury. Gałęziami dębu palono święty ogień – symbolizują wieczne życie i siłę.

- Górne ramię – motyw pieczęci Chickasaw. Przedstawia wojownika.

- Lewe (heraldycznie) ramię – motyw pieczęci Choctaw. Ceremonialna fajka, łuk, trzy strzały i tomahawk. Fajka palona jest przy zgromadzeniu rozstrzygającym ważne sprawy plemienne. Trzy strzały – trzech wielkich wodzów Choctaw. Symbolizuje to pokojowe nastawienie, przy gotowości do obrony swoich domów i kultury.

- Prawe (heraldycznie) dolne ramię – motyw pieczęci Krików. Snop pszenicy. Pług dodano jako symbol nowoczesnego rolnictwa.

- Lewe (heraldycznie) dolne ramię – motyw pieczęci Seminole. Człowiek ozdobiony pióropuszem, pływający kajakiem przez jezioro do swej wioski. Symbolizuje to starożytne kultywowanie darów jeziora tj. ryby i roślinność. A także pokój i obfitość.